# Tropy płockie
Tropy płockie – polskie pieśni tropiczne zapisane w Płocku w drugiej połowie XIV wieku.
Tropy te były krótkimi utworami wykonywanymi zbiorowo przez wiernych podczas rezurekcji w katedrze płockiej. Zapisane zostały w Płocku w drugiej połowie XIV w., powstały jednak prawdopodobnie wcześniej. Do tropów płockich zaliczają się pieśni:
- Krystus z martwych wstał je
- Przez twe święte z martwy wstanie
- Wstał z martwych nasz krol